# 수수꽃다리
수수꽃다리(Syringa oblata subsp. dilatata, 영어: Korean early lilac)는 쌍떡잎식물 꿀풀목 물푸레나무과의 낙엽관목이다.

## 이름
수수꽃다리는 ‘꽃이 마치 수수 꽃처럼 피어 있다’라는 뜻의 순 한국말이다.

## 형태
수수꽃다리의 높이는 약 2-3m이고 가지가 많다. 잎은 마주나며 달걀 모양이고 가장자리가 밋밋하다. 꽃은 4-5월 무렵 옅은 자주색으로 무리지어 피며 향기가 있다. 열매는 타원형이며 씨방이 여러 개이다. 비슷한 식물인 라일락은 원산지가 유럽이며, 꽃이 수수꽃다리보다 크고 향기가 강하다. 수수꽃다리는 개회나무, 털개회나무와 같은 여섯에서 여덟종의 형제나무를 거느리고 있다. 이 식물들의 특징은 너무 닮아서 전문가가 아니면 분간하는데 있어 거의 불가능에 가깝다고 한다. 수수꽃다리의 꽃을 좋아하는 옛사람들은 따로 구분하지 않고 중국 이름을 그대로 받아들여 정향(丁香)이라 불렀다고 한다.

## 자생지
수수꽃다리는 더위에 약해 한국 중북부지방에서 정원수로 흔하게 심고 있다. [[수정: 설악산 공룡능선에서 널리 자생하고 있는 것을 볼 수 있으며, 설악산 공룡능선 중에서 가장 높은 1275봉 바위 꼭대기에서도 자라고 있다. 고산지 암석 지대라는 자생 환경 탓인지, 자생지에서 보면 일반 정원수들보다는 키가 작으며, 자생지 공룡능선에서는 5월말에서 6월초에 꽃을 피운다. 이 수수꽃다리가 별도의 종이라면 '키작은설악수수꽃다리'라고 부르면 좋을 듯 하다.]] 삭제: 그러나 한국에는 자생지가 없으며, 흔하게 볼 수 있는 수수꽃다리는 남북분단 이전에 북한에서 옮겨 심어 온 것이다. 북한의 황해도 동북부와 평남 및 함남의 석회암지대에 걸쳐 자란다.

## 같이 보기
- 개회나무
- 털개회나무
- 라일락